# Osceola Magic
Lakeland Magic – zawodowy zespół koszykarski, z siedzibą w mieście Lakeland, w stanie Floryda. Drużyna jest członkiem ligi D-League, powstała w 2008 jako Erie BayHawks. W 2017 została przeniesiona z Erie w Pensylwanii na Florydę. Głównym menadżerem zespołu jest były gracz NBA – Anthony Parker.

## Powiązania z zespołamiNBA
- Orlando Magic (od 2014)
- Cleveland Cavaliers (2008–2011)
- Philadelphia 76ers (2008–2009)
- Toronto Raptors (2009–2011)
- New York Knicks (2011–2014)

## Wyniki sezon po sezonie
| Sezon         | Dywizja   | Miejsce | W                          | P                          | %                          | Play–off                                |
| ------------- | --------- | ------- | -------------------------- | -------------------------- | -------------------------- | --------------------------------------- |
| Erie BayHawks |           |         |                            |                            |                            |                                         |
| 2008–09       | Centralna | 3       | 27                         | 23                         | 54                         | Przegrana – Runda I (Colorado, 108–129) |
| 2009–10       | Wschodnia | 6       | 21                         | 29                         | 42                         |                                         |
| 2010–11       | Wschodnia | 2       | 32                         | 18                         | 64                         | Przegrana – Runda I (Reno, 1–2)         |
| 2011–12       | Wschodnia | 3       | 28                         | 22                         | 56,3                       | Przegrana – Runda I (Austin, 1-2)       |
| 2012–13       | Wschodnia | 4       | 26                         | 24                         | 52                         |                                         |
| 2013–14       | Wschodnia | 5       | 16                         | 34                         | 32                         |                                         |
| Razem         |           |         |                            |                            |                            |                                         |
| 150           | 150       | 50      | Sezon regularny            | Sezon regularny            | Sezon regularny            |                                         |
| 2             | 5         | 28,5    | Play–off                   | Play–off                   | Play–off                   |                                         |
| 152           | 155       | 49,5    | Sezon regularny i play–off | Sezon regularny i play–off | Sezon regularny i play–off |                                         |

## Nagrody i wyróżnienia
I skład D–League
- Erik Daniels (2009)
- Ivan Johnson (2011)
- Seth Curry (2015)

III skład D–League
- Amile Jefferson (2019)

All-D–League Honorable Mention Team
- Cedric Jackson (2010)
- John Bryant (2010)
- Blake Ahearn (2011)
- D.J. Kennedy (2012)

I skład debiutantów D-League
- Rodney Purvis (2018)

II skład debiutantów D–League
- Tasmin Mitchell (2011)
- Mychel Thompson (2012)
- D.J. Kennedy (2013)

III skład debiutantów D–League
- C.J. Leslie (2014)

II skład defensywny D–League
- Ivan Johnson (2011)

Uczestnicy meczu gwiazd
- Erik Daniels (2009)[6]
- Alade Aminu (2010)[7]
- Garrett Temple (2011)[8]
- Ivan Johnson (2011)[8]
- Keith McLeod (2012)[9]

- Henry Sims (2013)[10]
- D.J. Kennedy (2013)[10]
- Seth Curry (2015)[11]
- Anthony Brown (2017)[12]

## Trenerzy
| # | Trener        | Okres w klubie | Seazon regularny | Seazon regularny | Seazon regularny | Seazon regularny | Play-off | Play-off | Play-off | Play-off | Osiągnięcia |
| # | Trener        | Okres w klubie | G                | W                | P                | %                | G        | W        | P        | %        | Osiągnięcia |
| - | ------------- | -------------- | ---------------- | ---------------- | ---------------- | ---------------- | -------- | -------- | -------- | -------- | ----------- |
| 1 | John Treloar  | 2008–10        | 100              | 48               | 52               | 48               | 1        | 0        | 1        | 0        |             |
| 2 | Jay Larrañaga | 2010–12        | 100              | 60               | 40               | 60               | 6        | 2        | 4        | 33,3     |             |
| 3 | Gene Cross    | 2012–14        | 100              | 42               | 58               | 42               | —        | —        | —        | —        |             |
| 4 | Bill Peterson | 2014–17        | 150              | 50               | 100              | 33,3             | —        | —        | —        | —        |             |
| 5 | Stan Heath    | od 2017        | —                | —                | —                | —                | —        | —        | —        | —        |             |